# Блуменау
Блуменау (порт. Blumenau) град је у Бразилу у савезној држави Санта Катарина. Према процени из 2007. у граду је живело 292.972 становника.

## Становништво
Према процени из 2007. у граду је живело 292.972 становника.
| 1991.   | 2000.   |
| ------- | ------- |
| 212.025 | 261.808 |

## Партнерски градови
- Colonia Tovar